# Monica Aspelund
Monica Aspelund (Vaasa, 16 de Julho de 1946) é uma cantora finlandesa. Iniciou a sua carreira musical na década de 1960, tendo gravado diversos singles, tendo publicado o primeiro álbum em 1974.
Participou no Festival Eurovisão da Canção 1977, realizado em Londres interpretando em finlandês o tema Lapponia (Lapónia) (música de Aarno Raninen e letra de Monica Aspelund). Terminou o concurso em, 10º lugar com 50 pontos.

## Discografia

### Álbuns
- Valkoiset laivat – Sininen meri (Silja Line 1974, Kai Lind
- Credo – minä uskon (RCA 1975, Ami Aspelund
- Monica ja Aarno Ranisen orkesteri (RCA, 1975)
- Lapponia (RCA, 1977)
- En karneval (RCA, 1978)
- Laulut ne elämää on (RCA, 1979)
- Valentino's Day (Swe Disc, 1979)

### Singles
- Katso kenguru loikkaa / Kaupungilla juorutaan (1960)
- En tiedä / Nostakaa ankkurit (1960)
- Se on hän / Jodel boogie (1961)
- Tahdon kaikki kirjeet takaisin / Kanssas onneen taas mä astelen	(1961)
- Hallo hallo hallo / Tina ja Marina (1962)
- Lady sunshine and mr. moon / Tyttö ja raudikko (1962)
- Rinnakkain / Lauantaina kalastamaan (1963)
- Aaveet suolla / En pikkusisko olekaan (1963)
- Esko kaapissa / Kolmas pyörä (1964)
- Sua ilman ei lauluni soi / Porojen jenkka (1964)
- En enää usko rakkauteen / Taikakeinu (1965)
- En ilman häntä olla voi / Espanjalainen kirppu (1966)
- Kortin saat sä jostakin / Vain rakkaus sen aikaan saa	(1973)
- Hasta manana / Honey honey (1974)
- Joiku / Maailmantäysi aikaa (1976)
- Lapponia / La la laula laulu (1977)
- Lapponia / La la sung en sång (1977)
- Lapponia / La la sing a song (1977)
- Laponie / Chante avec moi (1977)
- Lapponia / So bist du	(1977)
- That is the name of the game / Valentino's day (1978)
- Beating booming / Valentino's day (1978)
- Golden Christmas / Tule joulu kultainen (1979)
- Par avion / Sulan syliisi (1980)